# Форестерс (Монт-Флюрі)
Футбольний клуб «Форестерс» (Монт-Флюрі) або просто «Форестерс» (англ. Foresters Mont Fleuri Football Club) — сейшельський футбольний клуб з міста Монт-Флюрі.

## Історія
Футбольний клуб «Форестерс» було засновано в місті Монт-Флюрі. В 1982 та 1984 роках команда перемагала у Першому дивізіоні, а в 1997 та 2006 роках — у Другому дивізіоні.

## Досягнення
- Перший дивізіон
  -  Чемпіон (2): 1982, 1984

- Другий дивізіон
  -  Чемпіон (2): 1997, 2006